# Amărăștii de Sus (gmina)
Amărăștii de Sus – gmina w Rumunii, w okręgu Dolj. Obejmuje miejscowości Amărăștii de Sus i Zvorsca. W 2011 roku liczyła 1703 mieszkańców.